# 贺兰县
贺兰县是中華人民共和國寧夏回族自治區銀川市下轄的一個縣，位于银川市北部，北靠平罗县，西与内蒙古自治区接壤，东、南接银川市区。面積约1,527平方公里，縣人民政府駐創業東路5號。

## 历史
秦属北地郡，西汉置廉县。隋属灵武郡、唐属怀远县，西夏、元时属定州，明为宁夏卫地，清为甘肃省宁夏府之首县。1935年，县政府驻地迁往谢保堡。1941年，宁夏县改名贺兰县。1954年属甘肃省银川专区。1975年属银川市。

## 地理
贺兰县的地理位置为东经105°53’至106°36’，北纬38°26’至38°48’之间。地势自西南向东北呈扭曲倾斜。西部为贺兰山山地，东部为平原；西北贺兰山主峰敖包圪垯（海拔3556米），是宁夏回族自治区的最高点。沟渠纵横，湖泊众多。周边的县市为向东为陶乐县（已降级为镇），向南为银川市，向西为内蒙古阿拉善左旗，向北为平罗县。
黄河从东南向东北方向流经贺兰县，在境内长度为21.25千米。黄河在贺兰县境内的水的质量相当好，用于灌溉。
西部为贺兰山的山区。

## 人口
截至2020年末，根據第七次全国人口普查全县常住人口34.1507萬人。 2021年末，全县出生人數0.35萬人，出生率1.02%，死亡人數0.17萬人，死亡率4.96‰，自然增長率為5.24‰。按性別分：男性17.7萬人，女性16.7萬人；按居住地分：城鎮人口22.7萬人，鄉村人口11.7萬人，城鎮化率為65.99%；按民族分：漢族26.99萬人，佔總人口的78.46%，回族7.08萬人，佔總人口的20.57%，其他少數民族0.33萬人，佔總人口的0.97%。

### 气候
贺兰县属于大陆性气候，冬季比较长，非常冷，夏季雨水多。春季和秋季的过渡时间比较短。夏季的平均气温为摄氏22度，最高纪录为36.7度。冬季平均气温为-8度，最低纪录为-27.7度。此外周日的气温差别也非常大，平均在10度以上。由于境内地形的差别非常大，因此地区性的气候差别也非常大。其中贺兰山上的冬季可长达10个月。
贺兰县境内降雨量低，年平均降雨量为15766万立方米。日照时间长，年平均日照率为66%。

## 行政区划
贺兰县下辖1个街道办事处、4个镇、1个乡：
富兴街街道、习岗镇、金贵镇、立岗镇、洪广镇、常信乡、南梁台子管委会、暖泉农场、宁夏原种场和京星农牧场。

## 交通
- 109国道过境。

## 经济
在黄河的冲击平原上以农业为主，在贺兰山的背阴面上以林业为主。

### 工业区
賀蘭縣近年發展工業，其賀蘭縣工業新區（德胜工业园区）位於銀川市北郊約8公里處，緊靠109國道與高速公路，佔地約2650畝。該工業區提供該縣就業人口，也相對促進農業發展。

## 旅游
- 苏峪口国家森林公园
- 贺兰山岩画遗址
- 拜寺口双塔

明代为边防关隘。因西夏于此大建寺庙得名。沟口2塔相距百米、东西对峙，是为了尊仰释迦牟尼和多宝如来而建的。
- 宏佛塔
- 暖泉汉墓群